# Scott Thwaites
Scott Thwaites (Burley in Wharfedale, West Yorkshire, 12 de febrer de 1990) fou un ciclista anglès, professional des del 2010 al 2022.

## Palmarès
- 2011
  -  Campió del Regne Unit sub-23 en ruta
  - 1r al Lincoln Grand Prix
- 2012
  -  Campió del Regne Unit en critèrium
  - 1r al Premier Calendar Road Series
  - 1r al Tour of the Reservoir

### Resultats a la Volta a Espanya
- 2016. 116è de la classificació general
- 2021. 134è de la classificació general

### Resultats al Tour de França
- 2017. 107è de la classificació general